# Nova express
Cet article concerne le roman de William S. Burroughs. Pour l'album, voir Nova Express (album).
Nova express (titre original : Nova Express) est un roman  de l'écrivain américain William S. Burroughs paru en 1964 et traduit en français par Mary Beach et Claude Pélieu en 1970 aux éditions Christian Bourgois. Le livre fut nommé pour le prix Nebula du meilleur roman 1965.